# Nemes-ház
A Nemes-ház vagy Knoblauch-ház a kolozsvári Unió utca (22. szám)  egyik műemlék épülete. A romániai műemlékek  jegyzékében a CJ-II-m-B-07408 sorszámon szerepel.

## Leírás
1788-ban épült. Homlokzatán az 1961-es újjáépítéséig egy nemesi címer állt. Valószínűleg a Nemes család grófi címere volt. A barokk épületnek nincsenek meg földszinti ablakai, díszes, ívelt rácsozatai sem. Emeletének kapuzat feletti részére szinte második emeletként egy két-ablakos szobácskát képeztek ki a meredek manzárdtetőn. Az épület manzárdjának egyik szobájában lakott a pályakezdő Déryné Széppataki Róza. Versényi György kolozsvári író és tanár szerint — mivel abban az időben a város egyik legszebb háza volt — ebben a házban szállt meg 1845. május 16-án Deák Ferenc és Vörösmarty Mihály. Az épületben működött Gaál és Schrammer kárpitos- és asztalosműhelye, valamint bútorkereskedése, majd később báró losonczi Bánffy Ferenc lakott benne, a város egyik ismert mecénása.